# Седмичен преглед (списание, 1933)
„Седмичен преглед“ е седмично илюстровано списание, издавано в София от 7 октомври до 30 декември 1933 г.
Списанието излиза всяка събота. В него се публикуват обществено-политически статии, художествена литература, хумор, забавно четиво, ребуси и реклами. Сред сътрудниците на списанието са Александър Балабанов и Симеон Радев.